# Phim quái vật

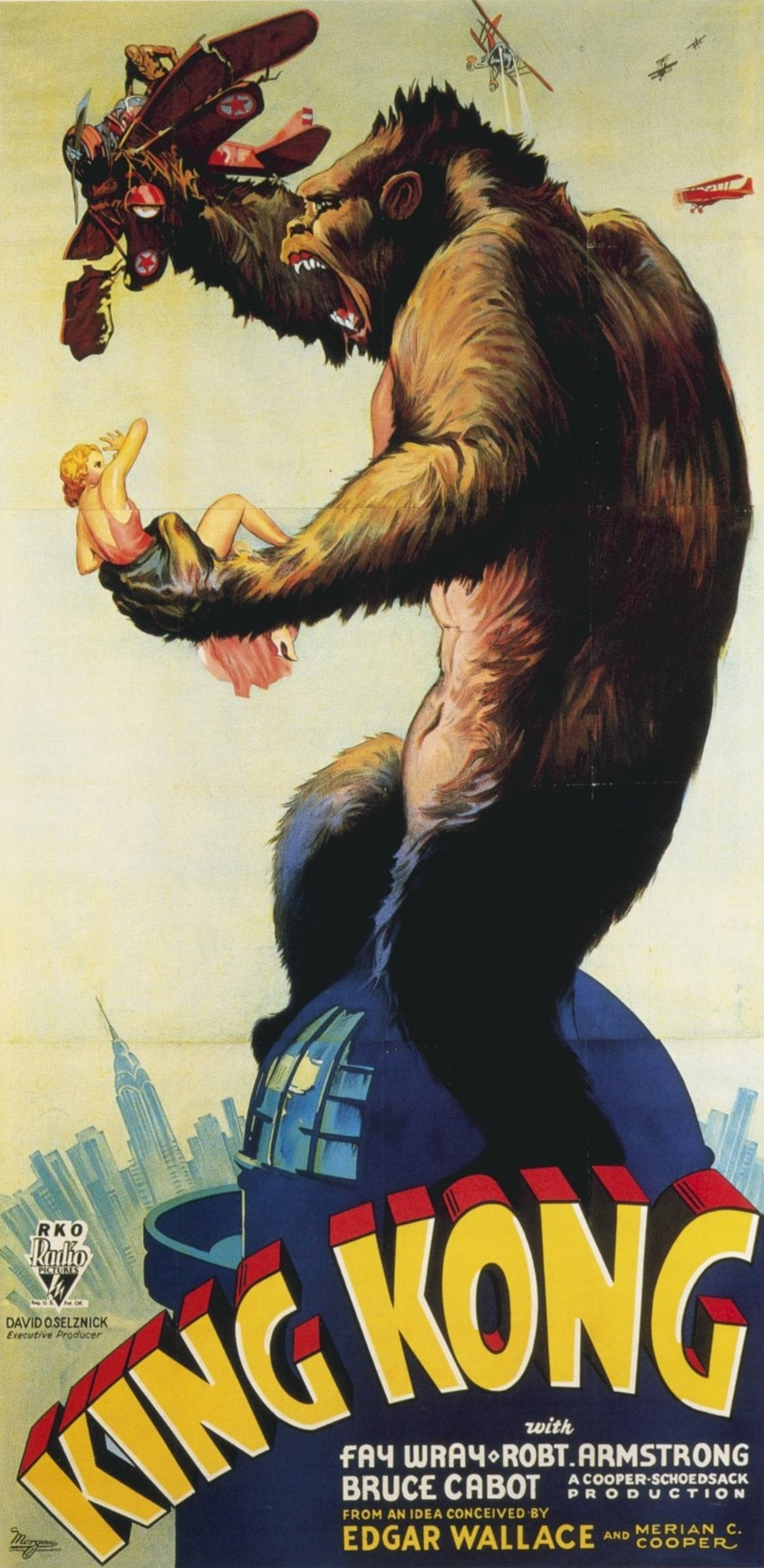
Phim King Kong đầu tiên là một trong những bộ phim quái vật đầu tiên và nổi tiếng nhất.

Phim quái vật - phim sinh vật khổng lồ hoặc phim về Kaiju là một bộ phim thảm họa mà tập trung vào một nhóm các nhân vật đấu tranh để sống sốt sau các cuộc tấn công của ít nhất một con quái vật hung hãn hoặc các động vật khác, thường có kích cỡ to lớn bất thường. Phim thể loại này cũng có thể được liệt vào các thể loại kinh dị, hài, kỳ ảo, hoặc khoa học viễn tưởng. Phim quái vật có nguồn gốc từ sự chuyển thể của các tác phẩm văn học và văn hóa dân gian kinh dị. Thông thường, các quái vật trong phim khác với các nhân vật ác truyền thống khác trong đó nhiều quái vật tồn tại do hoàn cảnh vượt ngoài tầm kiểm soát; hành động của chúng không hoàn toàn do chủ động lựa chọn, điều này có khả năng làm cho các quái vật này nhận được sự thông cảm của người xem.